# Annaig Renault
Pour les articles homonymes, voir Renault.
Annaig Renault, née le 4 août 1946 à Neuilly-sur-Seine et morte le 8 janvier 2012 à Rennes, est une militante nationaliste bretonne et une femme de lettres française d'expression française et bretonne.

## Biographie
Née d'un père natif des Côtes-d'Armor et d'une mère brestoise, elle réside à Paris jusqu'en 1967. Elle y fréquente les scouts Bleimor d'où sont issus bon nombre d'artistes, de chercheurs et de responsables associatifs. Elle y découvre le plaisir de la création et le bonheur de la musique en commun qu'elle prolongera plus tard par la pratique, à titre personnel, de la harpe celtique.
À 7 ans, à l'instigation de ses parents, elle commence l'étude du breton au centre Ker Vreizh. Elle poursuit plus tard son apprentissage auprès de Yann Kerlann, puis grâce aux stages de KEAV et à l'enseignement de l'université Rennes 2.
À 20 ans, elle quitte Paris pour la Bretagne et devient, dans les années 1980, directrice adjointe du Centre de la Briantais à Saint-Malo, organisant des rencontres avec des écrivains, des philosophes, des artistes et des scientifiques. Elle y commence l'étude de l'hébreu biblique qu'elle étudie jusqu'à la fin de sa vie avec le plus vif intérêt car il lui parait vital de croiser les cultures, les langues et leurs façons de dire le monde.
Après avoir étudié à la section de celtique de l'université de Haute-Bretagne à Rennes, elle publie des poèmes en revues et en anthologies et rédige de nombreux articles sur la littérature bretonne.
En 1995, elle publie le premier roman en breton écrit par une femme : Dec'h zo re bell dija.
Elle a été secrétaire générale de l'Institut culturel de Bretagne où son rôle a été très contesté : elle a rendu hommage à bon nombre de militants nationalistes engagés dans la collaboration avec les nazis, ainsi Roparz Hemon, Maodez Glanndour, Xavier de Langlais, etc. (à ce sujet voir l'essai Le Monde comme si, 2002). 
Le 12 janvier 2002, sous la direction de Yann Bêr Piriou, elle soutient une thèse intitulée Le chemin d’humanité chez Maodez Glanndour, un des poètes nationalistes issus de la mouvance Gwalarn. Elle a tiré un livre en passant sous silence son antisémitisme et son rôle sous l'Occupation. 
Elle est considérée comme néoclassique dans l'anthologie de la littérature bretonne au XXe siècle[réf. incomplète]. Plusieurs de ses nouvelles ont été traduites en gallois par Rhisiart Hincks de l'université d'Aberystwyth.
Elle meurt le 8 janvier 2012 des suites d'une sclérose latérale amyotrophique ou « maladie de Charcot ».

## Distinctions et hommages
Le 9 août 2010, elle est distinguée par l'Institut culturel de Bretagne pour son œuvre en faveur de la Bretagne en recevant le collier de l'ordre de l'Hermine.
Ses publications, romans, nouvelles et textes poétiques lui ont valu les prix Pêr Roy et Imram.
En 2021, son nom est donné à une rue de Rennes ; une rue porte également son nom à Châteaugiron.

## Publications
- (br) Barzhonegoù (poèmes, 1985)
- (br) Planedennoù (nouvelles, 1989)
- (br) Dec’h zo re bell dija (roman, 1996) aux éditions Skrid Mouladurioù Hor Yezh
- (br) Prof Nedeleg Lommig (conte pour enfants, 1999) aux éditions An Here.
- (br + fr) Carnet de voyage, Coop Breizh, Spézet, 2004
- (br) Dremm ar vamm, Keit Vimp Bev, Priz ar Yaouankiz 2006
- (fr) Komzoù bev, son travail de thèse sur Maodez Glanndour, Mouladurioù Hor Yezh 2008
- (fr) Le Dieu vagabond, Diabase, 2010
- (fr) Je sais la vie brûlante, illustrations d'Yves Grandjean, textes d'Annaig Renault, 2011
- (br) Gant ma tavo gwad an noz, illustrations d'Yves Grandjean, textes d'Annaig Renault, 2011